# Zacatipa
Zacatipa es una localidad mexicana ubicada en el municipio de Huautla, en el Estado de Hidalgo. Forma parte de la región geográfica y cultural de la Huasteca hidalguense, y se localiza a una altitud de 556 metros sobre el nivel del mar. De acuerdo con datos del Censo de Población y Vivienda de 2020, realizado por el Instituto Nacional de Estadística y Geografía (INEGI), la localidad tiene una población de 377 habitantes, lo que la posiciona como la decimotercera más poblada del municipio. Una proporción significativa de sus habitantes pertenece a grupos indígenas, siendo el náhuatl la lengua originaria predominante.

## Historia

### Orígenes Prehispánicos
Zacatipa tiene sus orígenes en una antigua ruta utilizada por los mexicas como parte de un trayecto ritual que iba desde Tecacahuaco hasta el cerro Postectli, en la actual región de Chicontepec, Veracruz. Este camino formaba parte de prácticas de veneración religiosa prehispánica, en las que el cerro Postectli ocupaba un lugar simbólico relevante.
Tras la caída de México-Tenochtitlan en 1521, algunos grupos indígenas buscaron refugio en regiones apartadas para evitar la dominación española. Durante este proceso de dispersión, algunas personas se asentaron en la zona que hoy ocupa Zacatipa.
Aunque no se cuenta con una fecha precisa de fundación ni con el nombre del fundador, la localidad fue reconocida oficialmente el 27 de junio de 1836. Posteriormente, en 1844, fue incorporada formalmente al municipio de Huautla, del cual forma parte hasta la actualidad.

### Toponimia
El nombre original de la comunidad fue Zacaojtipa, palabra de origen náhuatl compuesta por zacatl (zacate), ojtli (camino) y pan (en/sobre), que puede interpretarse como “camino entre zacatales” o “camino del zacate”. Con el paso de los años, la transmisión oral entre generaciones provocó una simplificación fonética del nombre, sumada a errores en la pronunciación entre los hablantes más jóvenes. Así, el topónimo fue transformándose en Zacatipa.
Cuando las autoridades realizaron el reconocimiento oficial de la localidad en el siglo XIX, consultaron a los habitantes sobre el nombre del lugar. Los pobladores, ya familiarizados con la versión simplificada, respondieron "Zacatipa", y ese fue el nombre que se registró formalmente.
En épocas más recientes, algunos etimólogos —basándose en esta forma actual— han interpretado el nombre como proveniente de zacatl (zacate) y pan (sobre), traducido como “lugar situado sobre el zacate” o “llanura del zacatal”. Esta interpretación es la más difundida entre los habitantes actuales, quienes en su mayoría desconocen la forma original del nombre y su significado histórico más antiguo.

## Geografía

### Ubicación Geográfica
Zacatipa se localiza en la región de la Huasteca hidalguense, dentro del municipio de Huautla, en el estado de Hidalgo, México. Se encuentra a una altitud aproximada de 556 metros sobre el nivel del mar, en las coordenadas 20°57′03″N 98°15′24″O / 20.950833, -98.256667. La localidad está situada a 9.4 kilómetros al norte de la cabecera municipal de Huautla. Limita al este con la comunidad anexa de Piltepeco y al oeste con la comunidad de Acatepec, ubicándose a una distancia de aproximadamente 1.6 kilómetros de Piltepeco y 2.1 kilómetros de Acatepec.

### Clima
La localidad posee un clima templado subhúmedo, característico de la región de la Huasteca hidalguense. Las temperaturas suelen mantenerse moderadas durante la mayor parte del año, con una media anual aproximada de 22 °C. Los meses más cálidos son de abril a junio, cuando pueden registrarse temperaturas superiores a los 35 °C, mientras que los más frescos se presentan entre diciembre y enero. La temporada de lluvias se extiende principalmente de junio a octubre, concentrando la mayor parte de la precipitación anual. Durante este periodo, son comunes las lluvias intensas, especialmente por la influencia de sistemas tropicales provenientes del golfo de México. En años recientes, se han registrado variaciones en el régimen de lluvias y temperaturas debido al cambio climático, con episodios de calor extremo y sequías más prolongadas, como la ocurrida en 2024.

### Riesgos naturales
El pueblo no presenta un riesgo significativo ante desastres naturales. Su ubicación en el estado de Hidalgo la sitúa fuera de zonas de actividad sísmica o volcánica. Sin embargo, su relativa cercanía con el estado de Veracruz la expone de forma moderada al impacto de ciclones tropicales provenientes del golfo de México. Aunque en las últimas décadas no se ha registrado un impacto directo de huracanes en la localidad, sí se han presentado lluvias intensas y ráfagas de viento como efecto colateral de tormentas cercanas. El último fenómeno de gran impacto fue el huracán Diana en 1990, que afectó la infraestructura local y tuvo repercusiones económicas. Desde entonces, no se ha reportado un evento similar con consecuencias graves en la zona. En años recientes, Zacatipa ha experimentado los efectos del cambio climático, especialmente en forma de altas temperaturas y sequías prolongadas. En 2024 se registró una sequía comparable a la de 1997, lo que afectó las actividades agrícolas y el abastecimiento de agua en la región.

## Autoridades Locales

### Delegado Municipal
La figura del Delegado Auxiliar Municipal es la máxima autoridad en Zacatipa. Este cargo representa oficialmente a la localidad ante el Honorable Ayuntamiento de Huautla y tiene como principales funciones coordinar las actividades comunitarias, organizar faenas, actuar como mediador en conflictos locales y canalizar las necesidades de la comunidad ante el gobierno municipal.
Además, el delegado es responsable de gestionar apoyos económicos, obras y servicios para la localidad, mediante solicitudes dirigidas al presidente municipal.
La elección del delegado se realiza anualmente, mediante una asamblea general comunitaria llevada a cabo en la galera pública, generalmente a mediados de noviembre. El delegado electo inicia su gestión el 1 de enero del año siguiente, aunque su reconocimiento oficial ante el Ayuntamiento de Huautla se formaliza con una toma de protesta, que puede ocurrir días o semanas después. En el año 2025, el delegado en funciones es Pablo Medina Quintero, quien asumió el cargo ante la comunidad el 1 de enero de 2025, y fue reconocido oficialmente por el ayuntamiento el 17 de enero de 2025 durante el acto de toma de protesta.
| Año  | Nombre del Delegado         | Período            | Estado De Gestión |
| ---- | --------------------------- | ------------------ | ----------------- |
| 2025 | Pablo Medina Quintero       | Enero - Actualidad | En Curso          |
| 2024 | Virgilio Bautista Hernández | Enero - Diciembre  | Concluido         |
| 2023 | Teófila Martínez Hernández  | Enero - Diciembre  | Concluido         |
| 2022 | Bonifacio Bautista Castelán | Agosto - Diciembre | Concluido         |
| 2022 | Román De La Cruz Hernández  | Enero - Agosto     | Interrumpido      |
| 2021 | Diego Quijano               | Enero - Diciembre  | Concluido         |
| 2020 | Juan Guzmán Ugalde          | Enero - Diciembre  | Concluido         |
| 1994 | Doroteo Bautista Hernández  | Enero - Diciembre  | Concluido         |
| 1992 | Diego Felipe Rodríguez      | Enero - Diciembre  | Concluido         |